# Tobergstjärnen, Hälsingland
Tobergstjärnen är en sjö i Bollnäs kommun i Hälsingland och ingår i Skärjåns huvudavrinningsområde. Sjön är 4,4 meter djup, har en yta på 0,021 kvadratkilometer och befinner sig 212 meter över havet.